# Effetto amore
Effetto amore este un album al lui Al Bano & Romina Power publicat în Italia în 1984. Conține melodia Ci sarà cu care s-au clasificat pe locul 1 la Festivalul Sanremo din același an. În 1985 albumul a fost reeditat iar la track list a fost adăugată melodia Magic oh magic cu care s-au clasificat pe locul 7 la concursul muzical Eurovision Song Contest.

## Track list
1. Al ritmo di Beguine (Ti amo) (Cristiano Minellono, Dario Farina, Michael Hofmann)  - 3:41
2. L'amore è (Cristiano Minellono, Michael Hofmann)  - 3:53
3. Ciao, aufwiedersehen, goodbye (Alberto Casella, Dario Farina)  - 3:35
4. Quando un amore se ne va (Cristiano Minellono, Dario Farina, Michael Hofmann)  - 3:20
5. It's forever (Dario Farina, Michael Hofmann, Romina Power)  - 2:55
6. Canzone blu (Cristiano Minellono, Dario Farina)  - 3:23
7. Ci sarà (Cristiano Minellono, Dario Farina)  - 3:28
8. Grazie (Cristiano Minellono, Dario Farina, Michael Hofmann)  - 3:28
9. Leo, Leo (Alberto Casella, Dario Farina, Michael Hofmann)  - 3:31
10. Un'isola nella città (Alberto Casella, Dario Farina, Michael Hofmann)  - 3:23
11. Gli innamorati (Carmelo Carucci, Dibì)  - 2:47